# Anton Hribar (1864)
Anton Hribar - Korinjski, slovenski rimskokatoliški duhovnik in pesnik, * 12. januar 1864, Mali Korinj, † 30. september 1953, Zali Log.

## Življenje in delo
Obiskoval je gimnazijo v Novem mestu in bogoslovje v Ljubljani. V duhovnika je bil posvečen leta 1891. Kot kaplan je služboval, v Vinici, Košani, Dobrovi, Smledniku in Polhovem Gradcu. Kot župnik pa na Gorah pri Idriji, v Šentgotardu in od leta 1913 do svoje smrti v Zalem Logu. Leta 1941 je bil izgnan na Hrvaško, kasneje se je vrnil v rojstni kraj in tam preživel večino vojne. V Zali Log se je vrnil avgusta leta 1945.
Pisal je predvsem pripovedne pesmi, ki jih je objavljal v Domu in svetu in Koledarju Mohorjeve družbe. Napisal je eno najdaljših slovenskih epskih pesnitev z naslovom Knez Ljudevit v katero je bogato vključil slovansko mitologijo. 